# Operación Themis

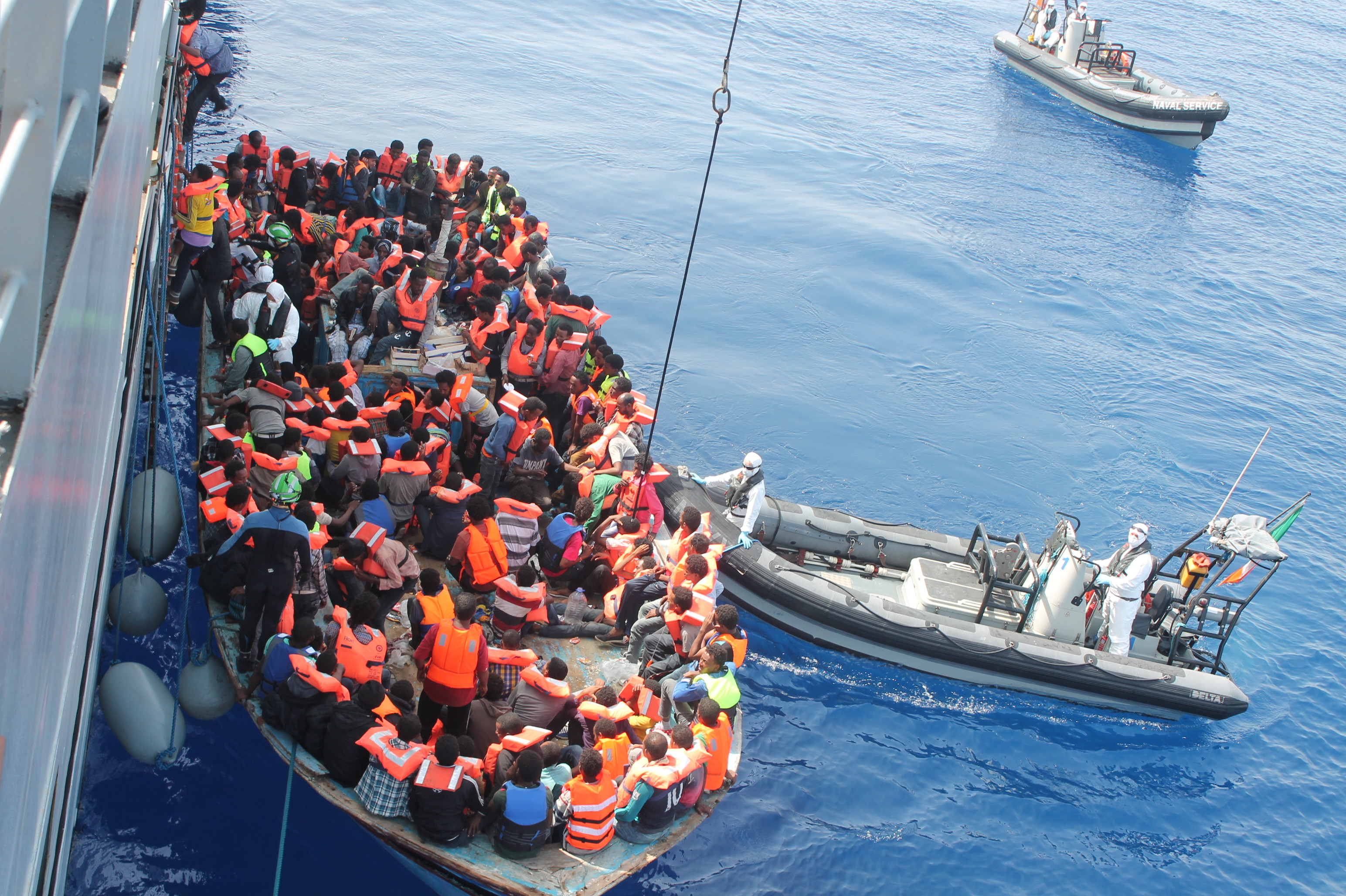
Una patera de inmigrantes son rescatados por un barco de Frontex en el mar Mediterráneo (15 de junio de 2015).

La operación Themis es una operación de seguridad y rescate en la frontera de la Unión Europea, el centro del mar Mediterráneo. Coordinada por Frontex, con el objetivo de garantizar la seguridad de las fronteras europeas, prevenir tráfico ilícito de migrantes y rescatar migrantes en peligro.
La operación Themis patrulla las costas de seis países: Argelia, Túnez, Libia, Egipto, Turquía,y Albania Frontex recibe barcos, aviones y personal de todos los países en la Unión Europea y también de Noruega. El programa que la operación Themis siguió, Operación Tritón, solamente tenía cinco aviones y once barcos entonces con más contribuciones, la operación Themis pueden patrullar una zona más grande y ancha de la que Operación Tritón patrullaba.

## Historia
La operación Themis es una continuación de otros programas de rescate y control de fronteras en el centro del mar Mediterráneo. Los esfuerzos para rescatar inmigrantes del norte de África empezaron después de una tragedia en Lampedusa el 3 de octubre del 2013 cuando una patera de Libia se incendió y se hundió en el mar. Solo Italia pudo rescatar 160 de 500 personas en la patera. El público de Italia se conmocionó y el gobierno de Italia y el primer ministro Enrico Letta autorizaron el comienzo de la operación de Mare Nostrum de octubre de 2013. Mare Nostrum tenía operaciones para salvar inmigrantes en el mar Mediterráneo, pero también pusieron recursos para los inmigrantes cuando llegaban a Italia como comida, agua, viviendas y abogados.
Aunque Mare Nostrum fue muy efectivo en bajar la tasa de muerte en el centro del mar Mediterráneo en el 2014, la reacción popular sobre el coste de la operación (12 millones de euros cada mes) en relación con la incapacidad de Italia de recibir el apoyo europeo, causaron el cierre de Mare Nostrum de octubre de 2014.
Mare Nostrum fue sustituido por la operación Tritón de primero de noviembre de 2014. Operación Triton tenía un enfoque en control de fronteras y vigilancia además de rescate con una zona más pequeña de operación. Frontex recibieron contribuciones de otros países en la Unión Europea pero el programa fue mucho más barato y gasta 3.000.000 euros cada mes. Operación Triton operaba hasta el primero de febrero de 2018 cuando operación Themis empezó.
Operación Themis empezó para responder a las críticas del gobierno de Italia que Francia y España no aceptan inmigrantes en sus puertos y que no hay una solidaridad en las respuestas de la Unión Europea. A diferencia de Mare Nostrum y operación Triton, inmigrantes llegan al puerto más cerca del EU en vez de solamente los puertos de Italia. Además, según Fabrice Leggeri, el director de Frontex, operación Themis refleja cambios en las tendencias de inmigración con más tráfico de Túnez y Argelia. Frontex también tiene un enfoque nuevo en cumplimiento del ley con revisiones de seguridad para recoger inteligencia terrorismo y crimen organizado.

## Críticos
Aunque operación Themis, y sus antepasados han salvado muchas vidas en el mar Mediterráneo, hay muchos críticos de las operaciones. Muchos de las críticas se centran en la teoría de un “pull factor” con NGOs como Frontex que rescatan inmigrantes. Figuras como el ministro de Extranjeros de Inglaterra, Joyce Anelay, han levantado preocupaciones que el “pull factor” de operaciones de rescate fomenta la inmigración ilegal cuando los inmigrantes esperan el rescate de grupos como operación Themis. Esta teoría sugiere que esfuerzos para rescate necesitan decrecer aunque las citas sugiere que necesitan aumentarlos y la existencia de un “pull factor” es un debate muy polémica en Europa hoy en día en relación con los políticos de la frontera.
Además, Frontex ha recibido acusaciones de haber colaborado con traficantes para rescatar pateras y fomentar la inmigración ilegal, que refleja un crecimiento de inmigración y rescates cuando el informe apareció en los Financial Times. También, informes de Libia de inmigrantes rescatados por Italia, muestran que fueron devueltos Libia y fueron torturados los supervivientes, encarcelados, y maltratados. Loredana Leo, una abogada de la Asociación de Estudios Jurídicos sobre Inmigración explicó que Italia y Frontex tienen responsabilidad para esas violaciones de derechos humanos.